# Succulent Plant Research
Succulent Plant Research (abreviado Succ. Pl. Res.) es una revista científica con ilustraciones y descripciones botánicas que se ha publicado en Richmond, Surrey, Inglaterra desde 1994 hasta 2014.

## Publicaciones
- vol. 1: Eriosyce (Cactaceae): the genus revised and amplified;
- vol. 8: Further Studies in the Opuntioideae (Cactaceae)